# Permutatiegroep
In de groepentheorie, een onderdeel van de wiskunde, is een permutatiegroep een groep {\displaystyle G}, waarvan de elementen permutaties zijn van de elementen van een verzameling {\displaystyle M}. Een permutatie is een bijectie tussen {\displaystyle M} en zichzelf. De groepsbewerking in een permutatiegroep is de samenstelling van de permutaties. De groep van alle permutaties van {\displaystyle M} heet de symmetrische groep van {\displaystyle M}. Deze kan worden geschreven als {\displaystyle \mathrm {Sym} (M)}. Aangezien {\displaystyle \mathrm {Sym} (M)} alle permutaties van {\displaystyle M} bevat, is iedere permutatiegroep over {\displaystyle M} een ondergroep van {\displaystyle \mathrm {Sym} (M)}.
Als het alleen gaat om de groepsstructuur, is bij een eindige verzameling alleen het aantal elementen van belang. In dat geval, of als de verzameling uit de context duidelijk is, wordt de symmetrische groep van {\displaystyle n} elementen aangeduid met {\displaystyle S_{n}}.
De theorie van de permutatiegroepen kent toepassingen in de studie van symmetrieën, de combinatoriek en veel andere takken van de wiskunde, de natuurkunde en de scheikunde.

## Eigenschappen
Net als andere groepen moet een permutatiegroep {\displaystyle G} voldoen aan de groepsaxioma's:
- de permutatie die de identiteit is, moet element van {\displaystyle G} zijn,
- van iedere permutatie moet de inverse permutatie element van {\displaystyle G} zijn en
- {\displaystyle G} moet gesloten zijn onder de samenstelling van zijn elementen.

De permutatie die alle elementen van {\displaystyle M} hetzelfde laat, de identieke afbeelding, is in {\displaystyle G} het neutrale element.
Volgens de stelling van Cayley is iedere groep isomorf met een permutatiegroep.
Transitiviteit is een begrip uit de groepentheorie. Een permutatiegroep {\displaystyle G} heet transitief, wanneer er voor ieder combinatie {\displaystyle (a_{i},a_{j})}, beide elementen van {\displaystyle M}, een permutatie {\displaystyle g\in G} is, zodat {\displaystyle g(a_{i})=a_{j}}.

## Voorbeelden
Permutaties worden vaak in cyclische vorm geschreven, als product van disjuncte cykels. Voor de verzameling {\displaystyle M=\{1,2,3,4\}} wordt de permutatie {\displaystyle g} met {\displaystyle g(1)=2,\ g(2)=4,\ g(4)=1} en {\displaystyle g(3)=3} geschreven als {\displaystyle (1\ 2\ 4)(3)}, of ook als {\displaystyle (1\ 2\ 4)}, aangezien 3 ongewijzigd blijft.
Van de verzameling {\displaystyle M=\{1,2,3,4\}} zijn de volgende permutaties gegeven:
- {\displaystyle e=(1)(2)(3)(4)=()}, de identieke afbeelding of triviale permutatie
- {\displaystyle a=(1\ 2)(3)(4)=(1\ 2)}, die alleen de elementen 1 en 2 verwisselt.
- {\displaystyle b=(1)(2)(3\ 4)=(3\ 4)}, die alleen de elementen 3 en 4 verwisselt.
- {\displaystyle ab=(1\ 2)(3\ 4)}, de samenstelling van de twee voorgaande permutaties, die zowel 1 en 2 als 3 en 4 verwisselt.

De Rubiks kubus is een model van een permutatiegroep. Iedere rotatie van een van de vlakken van de kubus is een element in de permutatiegroep van de Rubiks kubus. De mogelijke rotaties bij elkaar vormen de genererende verzameling van de permutatiegroep van de Rubiks kubus. Niet alle denkbare kubusposities kunnen door de toegestane rotaties van de kubus worden bereikt. 

## Isomorfie
Als {\displaystyle G} en {\displaystyle H} twee permutatiegroepen op dezelfde verzameling {\displaystyle M} zijn, zegt men dat {\displaystyle G} en {\displaystyle H} als permutatiegroepen isomorf zijn als er een bijectie of permutatie {\displaystyle f:M\to M} bestaat, zodanig dat {\displaystyle g\mapsto h_{g}=f^{-1}\circ g\circ f} een bijectie is tussen {\displaystyle G} en {\displaystyle H.} Dat houdt in dat bij ieder element {\displaystyle g\in G} een unieke {\displaystyle h_{g}\in H} bestaat waarvoor {\displaystyle (g\circ f)(x)=(f\circ h_{g})(x)} voor alle {\displaystyle x\in M.} Dit betekent hetzelfde als dat {\displaystyle G} en {\displaystyle H} elkaars geconjugeerden zijn als ondergroepen van {\displaystyle \mathrm {Sym} (M)}. {\displaystyle G} en {\displaystyle H} zijn in dit geval ook isomorf als groepen.